# Brigantiaea lobulatisidiata
Brigantiaea lobulatisidiata är en lavart som beskrevs av Aptroot. Brigantiaea lobulatisidiata ingår i släktet Brigantiaea och familjen Brigantiaeaceae.   Inga underarter finns listade i Catalogue of Life.